# Essex Alliance Football League
Essex Alliance Football League je anglická fotbalová liga, hrají ji kluby z Essexu a severovýchodního Velkého Londýna. Liga má šest divizí (Senior, Premier, One, Two, Three a Four), Senior Division je jednou ze soutěží 11. úrovně v systému anglických fotbalových soutěží. Týmy, které skončí mezi nejlepší pěticí Senior Division, mohou postoupit do Eastern Counties Football League.